# 回忆
回忆（英語：Recall）指的是提取过往信息的心理过程，有时也可以指代提取的信息本身。回忆和收录、贮存一并为记忆的三大核心过程。回忆一共分为三种类型：自由回忆、线索回忆与序列回忆。通过测试这三种回忆的方式，心理学家可以研究人类和动物记忆的过程。关于人类是如何回忆的，目前有两种理论：二階记忆论，以及編碼特定理論。

## 理論

### 二階回憶論
此理論指出，回憶過程涉及兩個階段，始於檢索和取回過程，然後是決策或辨識過程，從檢索到的資訊中取得正確的資訊。在這個理論中，辨識只涉及後一階段/過程，這被認為是辨識過程相比回憶過程更佔主導的原因。辨識只涉及一個可能發生錯誤或失敗的過程，而回憶則涉及兩個過程。然而，在某些情況下，回憶被發現優於辨識，例如無法辨識稍後可以回憶起來的單字。
另一種兩階段理論認為，對一系列項目的自由回憶始於工作記憶中的內容，然後轉向聯想搜尋。

### 編碼特定性
編碼特定性理論發現辨識過程和回憶過程之間存在相似之處。編碼特定性原則指出，記憶利用來自記憶痕跡或學習資訊的情況以及檢索資訊的環境中的資訊。換句話說，當編碼時可用的資訊在檢索時也可用時，記憶力就會得到改善。例如，如果一個人要學習某個主題並在特定位置進行學習，但在另一環境中參加考試，那麼他們的回憶不會像在所學位置考試那樣成功。編碼特定性有助於考慮上下文線索，因為它專注於檢索環境，並且它也實際說明了辨識可能並不總是優於回憶。

## 歷史
關於人們如何獲得關於他們的世界的知識的哲學問題刺激了對記憶和學習的研究。回憶是記憶的重要組成部分，因此記憶研究的歷史總體上也提供了回憶研究的歷史。

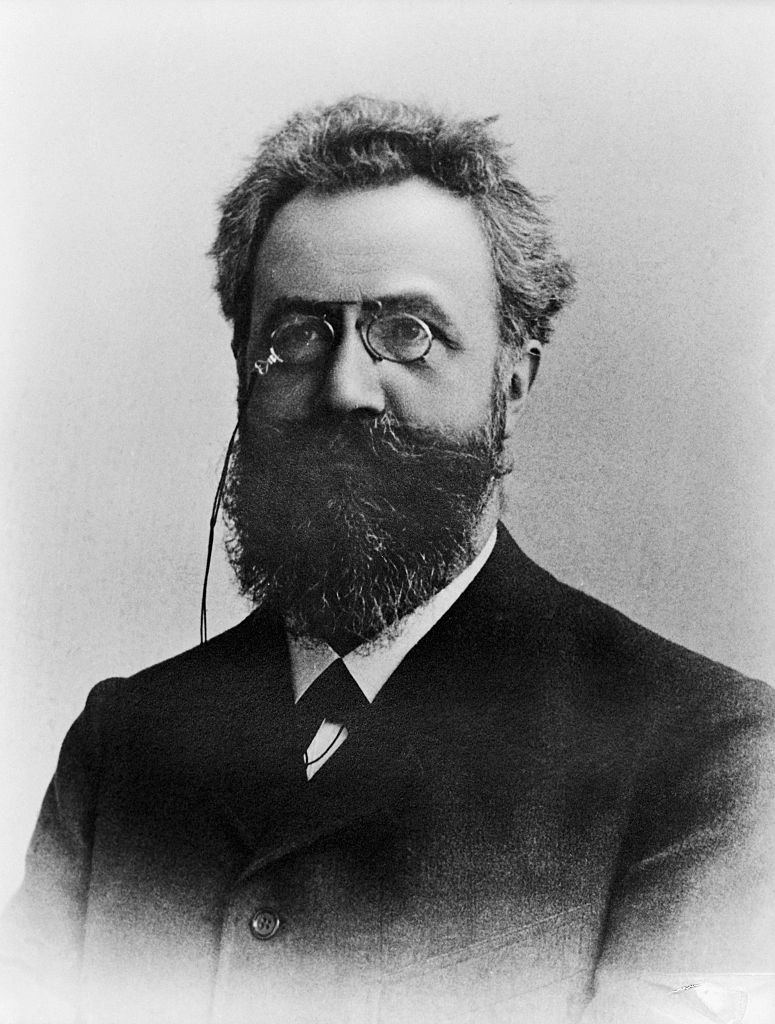
赫爾曼·艾賓浩斯

在1885年，赫爾曼·艾賓浩斯創造了無意義音節，即不符合語法規則且沒有意義的字母組合，以測試他自己的記憶。他會記住一系列無意義音節，然後在不同的時間間隔中測試自己對這些音節的回憶。他發現，記憶的喪失在最初的幾個小時或幾天內迅速發生，隨後的幾天、幾週和幾個月內則顯示出更穩定且逐漸的下降。此外，艾賓浩斯還發現，多重學習、過度學習和分散學習時間會增加信息的保留。艾賓浩斯的研究對20世紀的記憶和回憶研究產生了深遠的影響。
弗雷德里克·巴特莱特是20世紀中葉記憶領域的重要研究者。他是一位英國實驗心理學家，專注於人們在回憶新信息時所犯的錯誤。他的著作《記憶：實驗社會心理學研究》於1932年出版，是他的知名作品之一。他以北美原住民的民間故事而聞名，包括《鬼魂之戰》。他會給研究參與者提供故事的摘錄，然後要求他們盡可能準確地回憶。記憶保持的時間間隔從閱讀故事後立即到幾天之後不等。巴特利特發現，人們會試圖理解故事的整體意義。由於民間故事包含超自然元素，人們會將其合理化，使其更符合自身文化。最終，巴特利特主張，參與者所犯的錯誤可以歸因於“模式侵入”——當前的知識干擾了回憶。
在1950年代，記憶的整體研究發生了變化，這一變化被稱為認知革命。這包括了新的記憶觀念，常常將其類比為計算機處理模型。兩本重要的書籍影響了這場革命：《行為的計劃與結構》，由喬治·米勒（George Miller）、尤金·加蘭特（Eugene Galanter）和卡爾·H·普里布拉姆（Karl H. Pribram）於1960年出版，以及烏爾里克·奈瑟（Ulric Neisser）於1967年出版的《認知心理學》。兩者均提出了對人類思維的資訊處理觀點。艾倫·紐厄爾和司馬賀構建了模擬人們在解決不同問題過程中的思維過程的計算機程序。
在1960年代，對短期記憶的興趣增加。在1960年代之前，對短期記憶及其快速記憶喪失的研究非常少。勞伊德和瑪格麗特·彼得森觀察到，當人們被給予一小串單詞或字母，然後分心並忙於另一項任務幾秒鐘後，他們對該串單詞的記憶會大幅下降。 阿特金森和西弗林（1973）創建了短期記憶模型，這成為研究短期記憶的流行模型。
在記憶回憶的研究中，下一個重要的發展是安道爾·圖威提出的兩種類型的記憶：情節記憶和語義記憶。圖威將情節記憶描述為關於在特定時間和地點發生的特定事件的記憶，例如你在十歲生日那天得到的禮物。語義記憶則是長期記憶中儲存的抽象單詞、概念和規則。 此外，圖威於1983年提出了編碼特異性原則，這解釋了信息編碼與回憶之間關係的重要性。更進一步解釋，編碼特異性原則意味著，如果回憶提示與編碼提示相匹配或相似，個體更可能回憶起該信息。
1960年代也見證了視覺意象及其回憶的研究發展。這項研究由艾倫·派維奧領導，他發現越是能引發意像的單詞，更有可能在自由回憶或配對聯想中被回憶起來。
自1980年代以來，對記憶的運作，特別是對回憶的運作進行了大量研究。上述研究得到了進一步的發展和改進，並且新的研究仍在進行中。

## 種類
回憶可分為三個種類。

### 自由回憶
自由回憶描述了人們獲得一系列物品以記憶然後被測試的過程，他們被要求以任何順序回憶這些物品。自由回憶通常顯示出首因效應和近因效應的證據。首因效應表現為個體更早且更頻繁地回憶出列表開頭的項目。近因效應則是當個體更早且更頻繁地回憶出列表末尾的項目時的情況。 自由回憶通常從列表的末尾開始，然後移向開頭和中間部分。

### 提示回憶
提示回憶是指當一個人獲得一系列物品以記憶後，接著被提供提示以記憶材料的過程。研究人員使用這種程序來測試記憶。參與者會獲得配對的詞彙，通常的形式為 A1-B1, A2-B2…An-Bn（n 是列表中的配對數量）以進行學習。然後實驗者給參與者提供一個詞作為提示，以喚起他們回憶與之最初配對的詞彙。詞彙的呈現可以是視覺或聽覺的。
用於進行提示回憶的基本實驗方法有兩種：學習-測試法和預期法。在學習-測試法中，參與者學習個別呈現的一系列詞對。隨即在學習階段或過了一段時間後，參與者會接受測試，測試內容是剛剛學習的詞對。每對詞中的一個詞以隨機順序呈現，參與者被要求回憶與之最初配對的項目。參與者可以測試正向回憶，即 Ai 被作為 Bi 的提示，或反向回憶，即 Bi 被作為 Ai 的提示。在預期法中，參與者看到 Ai，並被要求預測與其配對的詞 Bi。如果參與者無法回憶出那個詞，則會顯示答案。在使用預期法進行的實驗中，單詞列表會重複，直到某個比例的 Bi 詞被回憶起來。
提示回憶的學習曲線隨著完成的試驗次數的增加而系統性增加。這一結果引發了有關學習是否全有或全無的辯論。一種理論認為學習是逐步的，且每對詞的回憶隨著重複而增強。另一種理論則認為學習是全有或全無的，也就是說，人們是在一次試驗中學習詞對，記憶表現是由平均學習的配對決定的，其中一些在早期試驗中學習到，有一些在後來的試驗中學習到。為了檢驗這些理論的有效性，研究人員進行了記憶實驗。在一項1959年發表的實驗中，實驗心理學家伊夫林·洛克及伊利諾伊大學的同事沃爾特·海默有一個控制組和一個實驗組學習詞對。控制組學習的詞對經過重複，直至參與者學會所有詞對。在實驗組中，已學會的配對保持在列表中，而未學會的配對用先前單詞的重新組合替換。洛克認為，如果學習是逐步的，即使配對未被正確回憶，兩個項目之間的聯繫也會增強。他的假設是控制組的正確回憶概率會高於實驗組。他認為重複會增強詞對的強度，直到強度達到產生明顯反應所需的閾值。如果學習是全有或全無的，那麼控制組和實驗組應以相同的速度學習詞對。洛克的實驗發現兩組的學習速度差異不大。然而，洛克的工作沒有解決爭議，因為在他的實驗中，他重新安排了替換的詞對，這些詞對比原始詞對更容易或更難學習。在進一步探討該問題的實驗中，結果參差不齊。參與者學習了 Ai-Bi 配對一段時間後，回憶 Bi 的時間隨著持續學習的試驗而減少，這現象支持了逐步學習假設。
另一種可以使用提示回憶來檢驗的理論是正向和反向回憶的對稱性。一般認為正向回憶比反向回憶更容易，即正向回憶的強度強於反向回憶。對於長的字母或單詞序列（如字母表），這通常是真實的。在一個觀點中，也就是獨立聯繫假設，正向和反向回憶的強度被假設為彼此獨立的。為了確認這一假設，喬治·沃爾福德博士測試了參與者的正向與反向回憶，結果發現正向和反向回憶彼此獨立。詞對聯繫的正向回憶概率為0.47，而反向回憶的概率為0.25。 然而，在另一個觀點中，即聯繫對稱假設，正向和反向回憶的強度大致相等並高度相關。S.E. Asch 和 S.M. Ebenholtz 在斯沃斯莫爾學院的實驗中，參與者通過預期回憶學習了一對無意義的音節。在達到一定學習閾值後，參與者使用自由回憶進行測試，以確定他們能記起的所有配對和單個項目。這些研究發現反向聯繫遠比正向聯繫弱。然而，當正向和反向回憶的可用性基本相同時，兩者之間的差異不大。 包括 Asch 和 Ebenholtz 在內的一些科學家認為獨立聯繫假設的理念認為正向和反向回憶的平等強度與他們的假設相符，因為正向和反向回憶可以獨立，但強度相等。然而，持聯繫對稱論的學者則將該數據詮釋為結果適合他們的假設。
另一項利用提示回憶進行的研究發現，學習在測試試驗中發生。馬克·卡里爾和帕什勒（1992年）發現，僅進行學習階段的組別比具有測試-學習階段的組別多出10%的錯誤。在僅學習階段中，參與者獲得 Ai-Bi，其中 Ai 是一個英語詞，而 Bi 是一個西伯利亞尤皮克語詞。在測試學習階段中，參與者首先嘗試回憶出以 Ai 為提示的 Bi，然後他們被顯示 Ai-Bi 配對。這一結果表明，在參與者學會某些內容後，測試他們的記憶通過精神運作有助於以後的回憶。與再度學習相比，回憶的行為會在 Ai 和 Bi 之間創建新的、更持久的連結。 這種現象通常被稱為測試效應。
另一項研究表明，在學習後立即測試列表時，最後幾對記憶最佳。在五秒延遲後，最近學習的單詞的回憶降低。然而，列表開頭的詞對的回憶仍顯示出更佳。此外，在較長的列表中，可回憶的單詞對的絕對數量更多，但在較短的詞對列表中，回憶的詞對比例更大。
有時在回憶詞彙時會發生干擾。干擾是指當參與者根據該詞對的提示試圖回憶某個詞時所犯的錯誤。干擾往往與沒有被回憶起來的正確詞具有語義特徵上的相似性，或者在當前列表或先前學習過的列表的其他詞對中已經學過，或與提示項接近時間。當兩個項目相似時，可能會發生干擾。賓夕法尼亞大學的卡哈納教授和馬里克·伏特則研究了臉部相似性對臉名聯繫的影響。在第一個實驗中，他們想要確定記憶回憶的表現是否會隨著研究集合中與提示臉相似的臉數而變化。如果臉在半徑範圍內相似，則這些臉被視為相似。該範圍內的臉數稱為鄰域密度。他們發現回憶名字與臉部的準確性較低且反應時間較慢，尤其是在鄰域密度更大的臉部。兩張臉越相似，干擾的可能性就越大。當用臉 A 作為提示時，如果臉 A 和 B 相似，則可能會回憶起名字 B，這表明發生了干擾。正確回憶的概率來自擁有其他樣貌相似的臉的數量。
提示充當人們應該記住的指導。提示可以是幾乎任何可能作為提醒的事物，例如氣味、歌曲、顏色、地點等。與自由回憶相比，受試者被提示記住列表中的某個項目或以某種順序記住列表。提示回憶也促進自由回憶，因為當提示提供給受試者時，他們將記住原本未回憶的列表項目。圖爾文在他的研究中解釋了這一現象。當他給參與者提供聯想提示，以回憶原本未回憶且被認為遺失的項目時，參與者能夠回憶起該項目。

### 序列回憶
序列回憶是指能夠按照發生的順序回憶物品或事件的能力。 人類儲存物品於記憶並回憶它們的能力對於語言的使用至關重要。想像一下如果以錯誤的順序回憶出一句話的不同部分。已發現能夠以序列順序回憶的不僅是人類，還包括一些非人類的靈長類動物和一些非靈長類動物。 想像一下混淆一個單詞中音素的順序，或有意義的聲音單位，使得“slight”（輕微的）變成“style”（款式）。序列次序還幫助我們記住生活中事件的順序，即我們的自傳記憶。我們對過去的記憶似乎存在於一個連續體上，其中較近期的事件更容易按順序記住。
長期記憶中的序列回憶與短期記憶中的序列回憶有所不同。要在長期記憶中儲存一個序列，必須隨著時間的推移重複該序列，直到它作為一個整體在記憶中被表現出來，而不是一系列項目。這樣，就不需要記住項目及其原始位置之間的關係。 在短期記憶中，立即序列回憶（ISR）被認為起源於兩種機制之一。第一個是指 ISR 是項目與其在序列中的位置之間聯繫的結果，而第二個則是指項目之間的聯繫（又稱為鏈接）。位置-項目關係不能解釋近因效應和首因效應，或語音相似性效應。首因模型脫離了這兩個假設，提出 ISR 源於激活水平的梯度，其中每個項目具有與其位置相對應的特定激活水平。 研究支持了立即序列回憶的表現當列表是同類的（同一語義範疇）時要比異類（不同語義範疇）好得多。這表明語義表示對立即序列回憶表現是有益的。短期序列回憶也受到類似音項目的影響，因為相比于不相似的項目，回憶較低（回憶得較差）。這在列表獨立測試時（比較兩個單獨的列表，類似音和不相似音項目）以及使用混合列表進行測試時都是如此。艾倫·巴德利首次報告了這樣一項實驗，其中列表內的項目要麼是互不相似的，要麼是高度相似的。
有證據表明，節奏對競爭性的運動表現高度敏感。研究表明，有節奏的指尖敲擊會對回憶產生破壞性影響，而聆聽節奏一致的聲音則無同樣影響，表明敲擊及相似任務的運動反饋干擾了排練和儲存。
在人類的序列回憶研究中，通常觀察到八種不同的效應：
- 列表長度效應: 序列回憶能力隨著列表或序列的長度增加而下降。
- 首因和近因效應:  首因效應指序列前面的項目更容易被回憶，而近因效應指最後幾個項目回憶得更好。近因效應在聽覺刺激中表現得更加明顯，而不是在語言刺激中，因為聽覺呈現似乎能夠保護列表的末尾不受輸出干擾。[28]
- 轉位梯度:  轉位梯度指回憶更傾向於認識一個項目是什麼，而不是序列中項目的順序。
- 項目混淆錯誤:  當錯誤回憶出某個項目時，往往會傾向以與該位置原始項目相似的項目作為回答。
- 重複錯誤:  這種錯誤發生在回憶序列時，如果序列中較早位置的項目又在另一位置出現時。這一效應在人類中是相當罕見的。
- 填補效應:  如果一個項目在早期位置被錯誤回憶，則接下來回憶的項目往往是被這一錯誤替代的項目。例如，如果序列是 '1234'，而回憶開始為 '124'，則下一項很可能是 '3'。
- 突出效應:  當上一個列表或測試中的一個項目在新的列表或測試中被意外回憶時，通常發生這一效應。這個項目可能會被回憶在其原始試驗的位置上。[5]
- 單詞長度效應:  短單詞比長單詞回憶得更準確。[29]

## 神經解剖學

圖中紅色位置為小腦

圖中紅色位置為蒼白球

前扣帶皮層、蒼白球、丘腦和小腦在回憶過程中比識別過程中表現出更高的激活度，表明這些小腦-額葉通路的組成部分在回憶過程中發揮作用，但在識別中並不發揮作用。儘管回憶和識別被認為是不同的過程，但這兩者可能都是大腦區域分散網絡的組成部分。
根據神經影像數據，針對回憶和識別的正子斷層造影研究一致發現以下六個大腦區域的區域性腦血流增加：(1) 前額葉皮質，特別是在右半球；(2) 顳葉中內側的海馬體和旁海馬區域；(3) 前扣帶皮層；(4) 包含後扣帶、壓後皮層、楔前葉以及楔葉的後中線區域；(5) 頂下小葉皮層，尤其是在右半球；(6) 小腦，特別是在左側。
這六個主要區域在情節檢索中的具體角色仍不清楚，但有學者已經提出了一些想法，如右側前額葉皮層與檢索嘗試有關； 顳葉中內側與有意識的回憶有關；前扣帶則與反應選擇有關；後中線區域與想像力有關；頂下小葉與空間意識有關 ；小腦則與自我發起的檢索有關。
在最近的研究中，一組受試者需要記憶一串項目，然後在嘗試回憶這些項目時進行測量。研究發現在編碼過程中測量到的誘發電位和血流動力學活動顯示出隨後被回憶的項目與未被回憶的項目之間存在可靠的差異。這一效應被稱為後續記憶效應（SME）。 這些特定大腦區域的差異決定了某個項目是否被回憶。費南迪斯（Fernandez）等人的研究顯示，預測回憶的差異表現為在刺激呈現後400毫秒時嗅皮層（即環繞嗅腦溝的大腦皮層）中事件相關電位負偏離，以及在刺激開始後800毫秒時海馬體的正向事件相關電位。 這意味著只有當這兩個大腦區域（嗅皮層和海馬體）同步激活時，回憶才會發生。

## 影響回憶的因素

### 注意力
注意力對記憶回憶的影響會產生意想不到的結果。似乎注意力對記憶的影響主要體現在編碼階段。在這個階段，執行平行任務可能會大幅降低檢索的成功率。人們普遍認為，這一階段需要大量注意力來正確編碼手頭的信息，因此，分心的任務無法允許正確的輸入，從而減少學到的信息量。
人們對詞彙的注意力受到情感抓取的影響。負面和正面的詞彙比中性詞彙更容易被回憶起來。各種不同方式可以使人們專注於聽取演講者的講話，包括演講者語音的情感色彩，例如悲傷、滿意或沮喪的語調，或使用那些觸動人心的詞彙。一項研究旨在觀察情感詞彙的使用是否是回憶記憶的關鍵因素。各組被安排在相同的講堂，聽取相同的演講者，而結果顯示，聽眾所回憶出的語調和詞彙選擇得出結論：情感詞語、短語和音調比中性演講者的表達更令人難忘。
回憶記憶與本能和機制有關。為了記住事件是如何發生的，以便從中學習或避免激怒者，人們會與情感建立聯結。例如，如果演講者非常冷靜並且語氣中性，則編碼記憶的有效性非常低，聽眾只能理解演講者在討論的要點。另一方面，如果演講者在高聲喊叫或者使用情感驅動的詞彙，聽眾往往會記住關鍵短語及演講的意義。 這是每個人在大腦中都具備的戰鬥或逃跑機制的完全激活，但觸發該機制的因素將導致更好的回憶。人們往往將注意力集中在聲音大、聲音小或不尋常的提示上。這使得聽覺系統能夠捕捉到日常講話和有意義講話之間的差異，當在討論中發言了某個重要的內容時，人們會集中注意力於演講的那部分信息，但往往會忽略討論的其他部分。 我們的大腦能夠感知語音中的差異，當這些差異發生時，大腦便會將這部分的語音編碼進記憶中，並且這些信息可供將來參考使用。

### 動機
動機是促使人們執行並成功完成手頭任務的一個因素。在 Roebers、Moga 和 Schneider 於2001年進行的一項實驗中，參與者被分為強迫報告、自由報告和自由報告加激勵三組。結果發現，每組回憶的正確資訊量並沒有不同，但在接受激勵的組別中，參與者提供的資料較準確。 這意味著鼓勵參與者提供正確的資訊會促使他們更加準確。然而，這一點僅在「成功」被認為是提供正確資訊的情況下成立。當人們認為成功是完成任務而非完成的準確性時，回應的數量會增加，但準確性則會降低。這顯示出結果取決於參與者如何定義成功。在提到的實驗中，被分配到強迫反應組的參與者整體準確性最低；他們沒有提供準確反應的動機，甚至在不確定答案的情況下也被迫作出反應。
另一項由Hill RD、Storandt M和Simeone C進行的研究測試了記憶技能訓練和外部獎勵對自由回憶串列單詞的影響。與之前的研究結果相似，該影響在兒童中得到了觀察，但與年長學習者形成對比。

### 干擾
在沒有干擾的情況下，回想一系列項目時有兩個因素在起作用：近因效應和首因效應。當短期記憶用於記住最近的項目時，就會出現近因效應；當長期記憶對較早的項目進行編碼時，就會出現首因效應。如果訊息輸入和輸出之間存在一段長於短期記憶保持時間（15-30秒）的干擾期，則可以消除近因效應。當一個人在回憶首因資訊之前獲得隨後的資訊來回憶時，就會發生這種情況。 然而，首因效應不受回憶干擾的影響。最後幾項從記憶中消失是由於分散注意力的任務從短期記憶中轉移了這些項目。由於它們沒有被背誦和排練，它們沒有被轉移到長期記憶中，從而丟失了。像倒數這樣簡單的任務就可以改變記憶力；然而空白的延遲間隔沒有效果。 這是因為人們可以在不受干擾的情況下繼續排練工作記憶中要記住的項目。 Cohen (1989) 發現，如果在編碼階段實際執行某個動作，則在有干擾的情況下，可以更好地回憶該動作。 研究也發現，回憶某些項目會干擾和抑制其他項目的回憶。另一種想法和證據表明，干擾對近因度和首因度的影響是相對的，由比率規則（保持時間與項目之間的呈現干擾率的比例）決定，並且它們表現出時間尺度不變性。

### 情境
情境依賴效應在回憶中通常被詮釋為證據，表明環境的特徵作為記憶痕跡的一部分被編碼，並可以用來增強對其他信息的檢索。 換句話說，當學習和回憶階段的環境相似時，就能夠回憶得更多。情境提示在檢索新學習的有意義信息時似乎是重要的。在 Godden 和 Baddeley（1975）的一項經典研究中，通過自由回憶詞彙表的實驗表明，深海潛水員在學習和回憶環境之間有匹配時，回憶表現更佳。潛水時學習的詞彙表在潛水時回憶得最好，而在陸地上學習的詞彙表在陸地上回憶得最好。 一個學術應用的例子是，學生在安靜的環境中學習可能會在考試中表現得更好，因為考試通常是在安靜的環境中進行的。

### 性別
研究顯示，女性在情節記憶任務，包括延遲回憶和識別方面，表現普遍優於男性。然而，在工作記憶、即時記憶和語義記憶任務上，男女之間並無顯著差異。神經心理學的觀察指出，總體而言，先前的傷害對女性造成的影響通常比對男性更大。有學者提議，性別在記憶表現上的差異反映了處理信息所使用的策略的根本差異，而非解剖差異。然而，關於大腦不對稱的性別差異受到形態學研究的支持，這些研究顯示男性的左側不對稱性大於女性，這意味著男女在利用大腦兩側的程度上存在差異。 此外，有證據顯示女性存在負回憶偏差，這表明女性普遍比男性更容易回想起自己的錯誤。 在1991年 Dan Yarmey 的一項目擊證人研究中，他發現女性在對嫌疑人體重的回憶準確性上顯著優於男性。
研究還測試了男性和女性在一次演講後能夠回想起什麼的信息差異。該實驗涉及三位演講者，其中一位為女性，兩位為男性。男女被安排在同一個講堂內，並由同一位演講者進行講解。結果顯示，所有參與者對女性講者所呈現的信息更容易回憶起來。 研究人員認為這是性別之間一個重要的差異，因為女性的聲音在音質上表現更佳，涵蓋低音和高音的範圍。 由於其音域範圍，語義編碼在刺激大腦聽覺部件等頻率上得以增強； 這更能為耳朵的功能所共鳴。音調的變化使得特定單詞與其音調相連，隨著音調的變化，單詞突出，這些差異有助於記憶的儲存。 回憶變得更加容易，因為大腦能夠將單詞與所說的聲音進行聯結。
性別之間的一個顯著差異在於信息的處理方式及其後的回憶。女性更傾向於記住非語言線索，並將討論的含義與手勢相關聯。 而男性則偏向於遵從語言線索，他們的反應更多是基於討論中實際的事實和用詞，但演講者聲音的波動幫助他們維持記憶。 另一個將男性和女性區分開來的差異是回憶他人的聲音。 男性對他們所閱讀的信息的回憶表現更好，例如物品清單，而女性則相對較弱。 唯一的相似之處在於當使用情感詞彙或產生情感音調時，男性和女性對這些變化的回憶均有所增強。

## 現象
回憶的現象學解釋稱為元認知，或稱為“對認知的認知”。這包括許多意識狀態，被稱為知識感狀態，例如“舌尖現象”。有研究表明，元認知具備自我調節的功能，使大腦能夠觀察處理中的錯誤，並主動投入資源來解決問題。元認知被認為是認知的重要方面，能夠幫助發展有效的學習策略，這些策略也可以適用於其他情境。
元認知的運作使我們能夠評估自己的知識和理解，進而調整學習和回憶的策略。舉例來說，當一個人處於舌尖現象時，即無法想起某個詞語但感覺它就在腦海中，這種感知促使他們可能會試圖使用不同的策略來檢索信息。這顯示出元認知不僅限於對知識的了解，還涉及如何有效地管理和利用這些知識以達成學習目標。通過提高元認知技巧，學習者可以更加靈活地適應新的學習環境和挑戰。

### 記憶術及認知策略
改善和幫助回憶記憶的一個關鍵技術是利用記憶術和其他認知策略。記憶術是一種認知策略，可以使個人更容易地記住和回憶新信息，而不單單是記住一系列無關的信息。 一個記憶術的例子是PEMDAS（Please Excuse My Dear Aunt Sally），這是用來解決算式中括號、指數、乘法、除法、加法和減法的順序的設備。單詞或首字母縮略詞可以代表個人需要回憶的過程。使用這類策略來執行任務的好處在於編碼變得更為有組織，且信息的記憶和處理變得容易。 此外，這種設備減少了在檢索時需要有意識資源的需求，這意味著回憶不需要外部來源的幫助來記住昨日發生的事情。
認知策略可以利用語義連結，這樣大腦可以比僅僅將信息視為整體來得更高效地處理和運作。通過使用策略，信息之間變得相關，並且信息更容易被記住。 另一種人們使用以提高回憶效率的設備是分塊法（chunking）。分塊是將數字分解成較小單元的過程，以幫助記住信息或數據，這對於記憶數字和數學事實非常有幫助。[64] 例如，電話號碼通常被分塊為三位數、三位數和四位數，這樣在重述時更為便捷。研究表明，這些技術的效果明顯，一個機構測試了兩組人，以了解這些設備對實際人員的效果，結果顯示使用認知策略的組別表現顯著優於不使用這些策略的組別。在前測和後測中，使用技術的組別有所改善，而另一組則沒有。
地點法（Method of Loci, MOL）指的是個人通過想像一個空間環境來改善後續信息的回憶。與其單純閱讀一系列項目，個人可以在心中走沿著一條路徑，將需要記住的東西放在不同的位置。這種精細的排練提供了在編碼過程中操控信息的機會。例如，當你需要購買花生醬、牙膏、狗食和洗衣液時，可以想像自己先吃個花生醬三明治，然後走向浴室刷牙，接著經過狗的身邊去洗衣房。這種提高回憶的方法似乎不僅限於回憶清單。研究顯示，這種認知策略提高了學生在考試中的表現。參與者被分為兩組，每組接受相同的醫學講座，後續進行自學或使用地點法。隨後，兩組都接受了相同的考核，使用地點法的組別表現更好，正確答題的數量更多。

### 舌尖現象
舌尖現象（Tip-of-the-Tongue，TOT）指的是一種感知，體現在識別或了解特定主題的情況下，無法回憶與該主題相關的描述詞或名稱的較大差距。這一現象也被稱為「presque vu」，這是一個法語術語，意為「幾乎看見」。舌尖現象有兩種普遍的觀點：心理語言學觀點和後設認知觀點。
心理語言學將舌尖現象視為從經語義記憶（事實）提示的詞彙記憶中檢索失敗。由於隨著年齡的增長，舌尖現象的頻率有明顯上升，因此心理語言學中有兩種機制可以解釋這一現象。第一種是隨著年齡增長，詞彙網絡的退化，這導致知識的提示與詞彙之間的連接減少，使得成功從記憶中檢索單詞的難度增加。第二種觀點認為，隨著年齡的增長，知識、經驗和詞彙的積累會導致類似的情況，其中多樣化的詞彙與多樣的知識之間的眾多連接也增加了從記憶中成功檢索單詞的難度。
元認知觀點則將舌尖現象視為在這種事件發生時所感受到的意識和相應的經驗感知。對舌尖狀態的意識可以迅速調集認知資源以解決該狀態並成功檢索出單詞。這樣的解釋雖然仍有待完善，但心理語言學觀點與元認知觀點並不互相排斥，兩者均可用於在實驗室環境中觀察舌尖現象。
舌尖現象中還可以觀察到一種孵化效應，時間的推移本身可以影響該狀態的解決並導致成功的回憶。此外，存在舌尖狀態是一個良好的預測指標，表明問題可以正確解決，儘管這種情況在年輕成年人和老年人中出現的頻率低於年齡較大的年輕成年人。這證實了元認知觀點以及心理語言學觀點。這表明資源被調用來搜尋記憶，尋求所需的正確信息，同時也顯示出我們意識到自己知道或不知道哪些信息。 這就是為什麼目前在將舌尖現象視為檢索失敗的心理語言學觀點與將舌尖現象視為學習工具的元認知觀點之間的辯論仍在持續的原因。
類似的現象包括既視感、猶昧感和既聽感（déjà entendu）。這些現象發生的頻率較低，並在有創傷性腦損傷或腦部疾病（如癲癇）的患者中更為普遍。

### 不自主記憶檢索
經常地，即使在數年之後，曾經存在於意識中的心理狀態會在看似自發的情況下重返意識，而無需任何意志行為；換言之，它們是不由自主地再現的。在大多數情況下，我們立即認出回歸的心理狀態是我們已經經歷過的，也就是說，我們記得它。然而在某些情況下，這種伴隨的意識是缺失的，我們只能間接地知道「現在」必須與「當時」相同；然而，這樣的方式仍然提供了一種不亞於存在的有力證據，以證明其在這段時間內的存在。根據更精確的觀察，這些不由自主的再現並不是完全隨機和偶然的。相反地，這些現象是通過其他即時存在的心理映像得以引發的。此外，它們以某種規律的方式發生，通常被描述為所謂的「聯結法則」。
——赫爾曼·艾賓浩斯 (1885), 翻譯自 Ruger & Bussenius (1913)
直到最近，針對這一現象的研究相對罕見，僅識別出兩種類型的不由自主的記憶檢索：不自主自傳式記憶檢索和不自主語義記憶檢索。這兩種現象可以被視為其他正常且相當有效的認知過程的突現方面。
不自主自傳式記憶（IAM）檢索是由感官提示和內部提示（如思考或意圖）自發產生的。這些提示在我們的日常生活中影響著我們，通過啟動效應持續而自動地激活內隱記憶。 許多研究已證明，我們的具體目標和意圖最頻繁地導致相關的IAM的檢索。而第二多的IAM檢索則來自環境上下文中的物理提示。第三種、即與任何特定提示（無論內部還是外部）無關的自傳式記憶是最不常發生的。有人提出，在這種情況下，記憶的自我調節發生了誤差，導致不相關的自傳式記憶進入了意識中。這些發現與元認知一致，因為第三種體驗往往被識別為最顯著的體驗。
不自主語義記憶（ISM）檢索或稱「語義彈出」，其發生方式與IAM檢索相同。然而，誘發的記憶缺乏個人基礎，通常被認為是微不足道的，比如隨機的單詞、影像或短語。ISM檢索可以由激活擴散引發，在這種情況下，單詞、思想和概念持續激活相關的語義記憶。當足夠的相關記憶被提示，導致某個相互關聯的概念、單詞、思想或影像「彈出」到意識中時，當事人並不知道它的相關性在其記憶中的程度。激活擴散被認為是在許多小時、日子，甚至幾周的時間內逐漸累積，直到一個隨機的語義記憶「彈出」。